# 文山車両事業所
文山車両事業所（ムンサンしゃりょうじぎょうしょ、ハングル:문산차량사업소）は、韓国鉄道公社が保有する車両基地である。主にITX-セマウルや、電鉄京義線などで使用されている車両（331000系）などの保守・管理もしている。

## 管理車両
- 210000系（ITX-セマウル）
- 321000系
- 331000系
- 319000系（319x05Fのみ）
- 381000系（381x01F〜381x04Fのみ）

## 周辺
- 文山駅